# David Arnott
Pour les articles homonymes, voir Arnott.
David Arnott est un acteur et scénariste américain, né en 1963. Son père est un célèbre joueur de banjo, Peter R. Arnott (en), et sa mère est Ann Krikorian, originaire de Boston.

## Filmographie

### Cinéma
Acteur
- 1987 : House 2 : la deuxième histoire de Ethan Wiley
- 1989 : Les Trois Fugitifs de Francis Veber
- 1990 : Les aventures de Ford Fairlane de Renny Harlin
- 1991 : Timebomb de Avi Nesher
- 1994 : Little Big League de Andrew Scheinman
- 2000 : The Last Man (en) d'Harry Ralston

Scénariste
- 1990 : Les aventures de Ford Fairlane de Renny Harlin
- 1993 : Last Action Hero de John McTiernan

Doublage
- 1991 : Une place à prendre
- 2001 : Final Fantasy : Les Créatures de l'esprit
- 2001 : Divine mais dangereuse
- 2004 : Club Dread
- 2005 : Happy Endings de Don Roos
- 2007 : Détention secrète
- 2009 : La Nuit au musée 2
- 2009 : Un hiver à Central Park
- 2010 : Le Chaperon rouge
- 2011 : Nouveau Départ
- 2011 : Happy Feet 2
- 2012 : Katy Perry: Part of Me

### Télévision
Acteur
- 1986 : Histoires fantastiques (1 épisode)
- 1986 : Père et Impair (en) (1 épisode)
- 1987 : Drôle de vie (1 épisode)
- 1989 : Freddy, le cauchemar de vos nuits (1 épisode)
- 1989 : CBS Summer Playhouse (1 épisode)
- 1990 : Shannon's Deal (en) (1 épisode)
- 1992 : Christmas in Connecticut
- 1992 : Dingue de toi (1 épisode)
- 1993 : Les Aventures du jeune Indiana Jones (1 épisode)
- 1993 : The Second Half (en) (1 épisode)
- 1995 : Pig Sty (en) (13 épisodes)
- 1995 : Murphy Brown (1 épisode)
- 1997 : Les Spectraculaires Nouvelles Aventures de Casper (1 épisode)
- 2000 : Code Name Phoenix (en)
- 2006 : Urgences (1 épisode)
- 2010-2012 : Bonne chance Charlie (3 épisodes)

## Distinctions
Récompenses
- Razzie Awards :
  - Pire scénario 1991 (Les aventures de Ford Fairlane)

Nominations
- Saturn Award :
  - Saturn Award du meilleur scénario 1994 (Last Action Hero)
- Razzie Awards :
  - Pire scénario 1994 (Last Action Hero)